# 오라녜나사우 백작 클라우스카시미르
클라우스카시미르 베른하르트 마리우스 막스(Claus-Casimir Bernhard Marius Max, 2004년 3월 21일 ~ )는 네덜란드의 왕족이자 네덜란드 국왕 빌럼알렉산더르의 조카이다. 콘스탄테인 왕자와 라우렌틴 왕자빈의 장남으로 네덜란드 왕가의 일원이며, 네덜란드 왕위 계승 서열 6위이다.